# Dehti
Dehti è un villaggio nella municipalità di Araria, stato di Bihar, in India. La maggioranza della popolazione appartiene alla biradari Shaikh, in maggioranza proprietari terrieti, mentre una minoranza della popolazione è Shaikhra e parla il relativo dialetto. La maggior parte delle persone alfabetizzate parla l'Urdu e l'Hindustani. Il villaggio è il più grande nella zona di Palasi.